# Sint-Theresiakerk (Eindhoven)
De Sint-Theresiakerk is een gebouw dat dienstdeed als rooms-katholieke kerk aan de Carmelitessenstraat 2 in het Eindhovense stadsdeel Strijp.

## Gebouw
De driebeukige, bakstenen basiliek wordt gekenmerkt door een traditionalistische stijl met expressionistische elementen. Het ontwerp is van de hand van Martinus van Beek en de kerk werd in 1927 gebouwd door aannemersbedrijf Gebroeders Oudenhoven. Het oorspronkelijke interieur is bijzonder goed bewaard gebleven. Tot het interieur behoren wandschilderingen door Charles Eyck, waaronder een boven de triomfboog aangebrachte afbeelding van de heilige Theresia die knielt voor Maria. De Sint-Theresiakerk staat op de Nederlandse lijst van rijksmonumenten.

## Sluiting
Naar aanleiding van teruglopende bezoekersaantallen en herindeling van de parochies in Bisdom Den Bosch is de kerk is op 13 januari 2013 aan de eredienst onttrokken.